# Гиппофой (сын Керкиона)
Гиппофой (Гиппотой, др.-греч. Ἱππόθοος «быстроконный»). Персонаж древнегреческой мифологии. Царь Аркадии. Участник Калидонской охоты.
Стал царём, когда Агапенор не вернулся из-под Илиона. Жил в Трапезунте, а не в Тегее. Отец Эпита. По его имени названа фила Гиппофойтида у тегеатов.